# Мърфрийзбъроу
Мърфрийзбъроу (на английски: Murfreesboro, звуков файл и буквени символи за произношение ) е град в Съединените американски щати, административен център на окръг Ръдърфорд в щата Тенеси. Основан е през 1811, а от 1818 до 1826 е столица на щата. На 31 декември 1862, по време на Американската гражданска война, край града се провежда битката при Стоунс Ривър. Населението на Мърфрийзбъроу е около 93 000 души (2007).
Разположен е на 186 метра надморска височина в Нашвилската котловина, на 50 km югоизточно от Нашвил.

## Личности
В Мърфрийзбъроу са родени икономистът Джеймс Бюканън (р. 1919) и астронавтите от НАСА Реа Седън (р. 1947) и Бари Уилмор (р. 1962).